# Dassenveld
Dassenveld is een natuurgebied van het Goois Natuurreservaat bij Hollandse Rading ten zuiden van Hilversum. Het gebied ligt op de grens van het Gooi en de lage landbouwgebieden richting Utrecht. Het gebied wordt omsloten door de Weg van 's Graveland naar De Vuursche aan de noordzijde, de Utrechtseweg (N417) aan de westzijde en de spoorlijn Hilversum-Hollandse Rading aan de oostzijde. Dit landbouwgebied met houtwallen is ingericht om de meest westelijke dassenpopulatie van Nederland te versterken.
Het landschap met houtwallen en bosjes, hoog (zand)gebied en wei- en bouwlandgebieden is ideaal voor dassen. Om deze meest westelijke populatie van de das in Nederland te beschermen zijn er onder de Utrechtseweg en de Rijksweg A27 dassentunnels aangelegd. Het gebied is beperkt toegankelijk ook al doordat wegen ontbreken in dit stiltegebied.
In het Dassenveld ligt De Zwaluwenberg. In 2013 werden twee ecoducten aangelegd op landgoed De Zwaluwenberg. Een over de A27 en de spoorlijn en een ecoduct over de Utrechtseweg. Deze "Natuurverbinding Zwaluwenberg" verbindt de Utrechtse Heuvelrug met 't Gooi.